# 環首刀

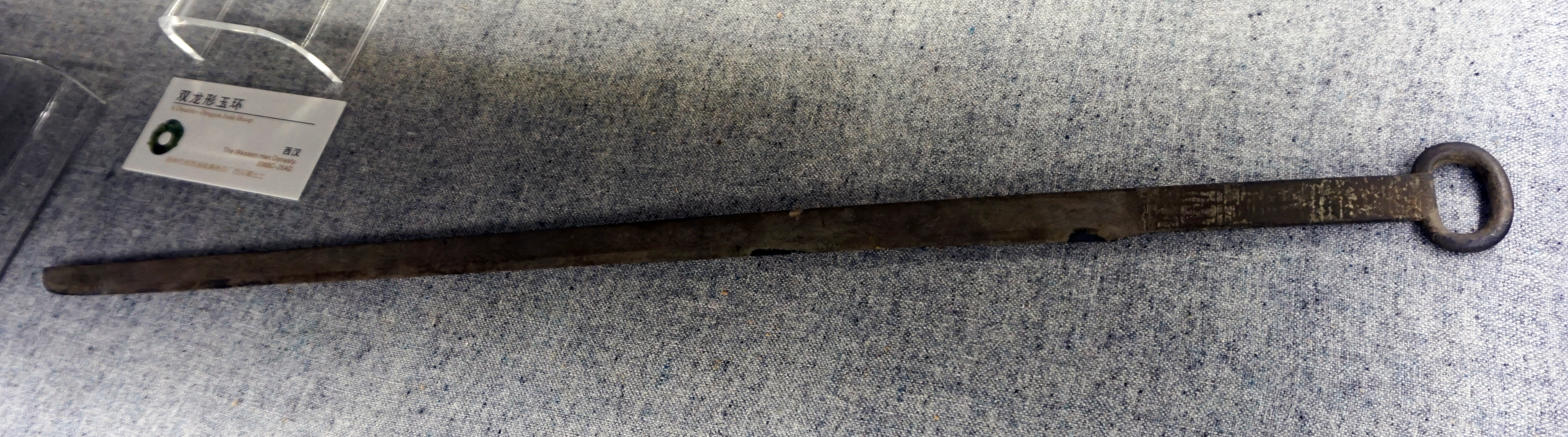
西汉错银青铜环首刀，扬州博物馆藏。

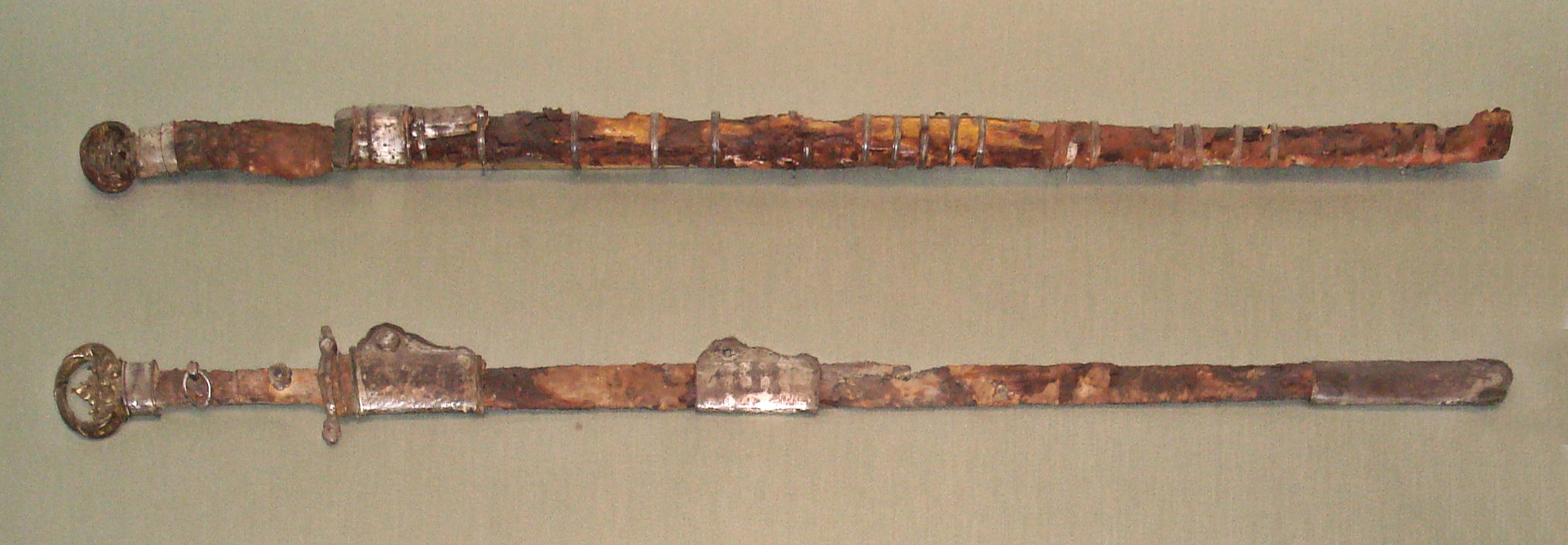
隋代環首刀，紐約大都會藝術博物館藏。

環首刀，又稱環柄刀是一種以單手或雙手持用為主的短兵器。特點是單面開鋒，厚脊薄刃，直脊直刃，刀柄首呈圓環形。

## 歷史沿革
環首刀起源於先秦，成型於兩漢，後逐漸取代劍成為軍隊的基本制式裝備，環首刀的大量使用，是由於騎兵需要適合馬上劈砍的兵器，西漢初年由於北方匈奴的威脅，發展大量騎兵，騎兵在馬背上使用劈砍遠較刺擊容易，且刺擊可能發生兵器插在目標上不能拔出的狀況；另刀擁有厚實背脊，重量較重，劈砍時產生的殺傷力與折斷的機率均較劍優秀。其次，刀比劍更易製造，單面開刃的工程比雙面開刃簡單省時，適合量產，為軍隊大量裝備。《漢書》有李陵佩環首刀的記載。
環首刀在東漢後期完全取代劍，成為軍隊中首要的短柄武器。南北朝時期環首刀與長盾是一般步兵的標準裝備，此時期刀的環飾還有許多講究，北周宮廷衛士所用的刀有龍環、鳳環等諸多名目。

## 外部連結
- Han swords and fitting (thomaschen.freewebspace.com/photo.html)